# Arboletes
Arboletes – miasto w Kolumbii, w departamencie Antioquia, nad Morzem Karaibskim.